# Fiorina la vacca
Fiorina la vacca é um filme italiano de 1972, dirigido por Vittorio De Sisti.

## Sinopse
Ambientado no século XVI, conta a história de uma vaca chamada Fiorina, vendida por um agricultor para tentar a sorte como mercenário. A partir daqui a vaca vai mudando de dono, umas vezes de forma legítima, outras não. Por fim a vaca é vendida a um homem rico, que quer também a mulher do vendedor, que também se chama Fiorina.

## Elenco
- Janet Agren: Tazia
- Felice Andreasi: Michelon
- Ewa Aulin: Giacomina
- Rodolfo Baldini: amante de Teresa